# ペーター・シュテーガー
ペーター・シュテーガー（Peter Stöger, 1966年4月11日 - ）は、オーストリア・ウィーン出身の元サッカー選手であり、サッカー指導者。

## 選手経歴
ファヴォリットナーAC、SKフォアヴェルツ・シュタイアー、ファースト・ヴィエナFCを経て、当時22歳で既に一人前の小売店商人だったが1988年FKアウストリア・ウィーンに移籍する。1989年に引退を表明していたベテランのMFヘルベルト・プロハスカの代わりとして契約。選手として最も成功をおさめた時期にあたる。ここでの6シーズンで、3回タイトルを取り、3回カップ戦で優勝し誇るべき戦績を残した。1988年2月5日スイス戦(スコアは1-2)で初めてオーストリア代表として戦った。オーストリア代表として合計65試合に出場し、15得点を挙げた。1998年フランスで行われた1998 FIFAワールドカップでもオーストリア代表として2試合に出場した。1994-95シーズンをFCチロル・インスブルックでプレーした後、FKアウストリア・ウィーンの最大のライバルである SKラピード・ウィーンへ移籍。最初のシーズンでリーグ優勝を勝ち取る。1996年のUEFAカップウィナーズカップでは決勝まで駒を進めた。 SKラピード・ウィーンでの出場機会が減り、ラスクを経て自身の居場所FKアウストリア・ウィーンへ戻る。FCアドミラ・ヴァッカー・メードリング、SCウンターシーベンブルンでプレーした後、2004年現役生活に終止符を打つ。

## 現役引退後
選手としてのキャリアを終え、FKアウストリア・ウィーンⅡでマネージャーをしていたが、2005年5月にトップチームの監督に抜擢され、4週間後のオーストリア・カップの決勝でSKラピード・ウィーンを3-0で下し、監督として自身初のタイトルを獲得する。2005年12月、スポーツディレクターに就任。同シーズンを23回目のリーグ優勝で終えた。
2007年6月から2010年6月まではファースト・ヴィエナFCのスポーツディレクター。2007年秋から2010年4月まで監督も兼務した。2009年6月、チームをブンデスリーガ2部に昇格させた。
2010年11月、グラーツァーAKの監督に就任。2011年6月、グラーツァーAKと円満に話し合いをし、オファーを受けていたオーストリア・ブンデスリーガ1部のSCウィーナー・ノイシュタットの監督兼スポーツディレクターに就任。
2012-13シーズンはFKアウストリア・ウィーンの監督に就任し、同シーズン、歴代最高の勝ち点でチームを優勝に導いた。自身もこのタイトルをキャリアの中で”最高のもの”と感じている。
さらに、Sky(有料放送TV)でブンデスリーガのアナリストとして、また日刊紙Kurierのコラムニストとしても活動していた。

### 1.FCケルン監督
2013年夏、1.FCケルンの監督に就任。1.FCケルンでの最初のシーズンでドイツ・ブンデスリーガ2部でチームを優勝に導き、ドイツ・ブンデスリーガ1部への昇格を果たす。
2014-15シーズン、FCバイエルン・ミュンヘンとSCフライブルクを除き他の全ての15チームからポイントを得て春にはホームで負けなし、9回の引き分けの戦績だった。シーズン前半で勝ち点19、後半で勝ち点22を獲得した。シャルケ04とのホームゲームを2-0で勝利し、シーズン終了3試合を残しリーグ残留を確実にしていた。
2015-16シーズン前半で勝ち点24を獲得、2016年1月にコーチのマンフレッド・シュミットと共に降格条項が盛り込まれた上で2020年まで契約が延長された。シーズン後半チームは24年ぶりに1桁台の順位をつける活躍を見せた。
2016-17シーズン、前半勝ち点26、後半勝ち点23を獲得し、5位でフィニッシュ、25年ぶりにUEFAヨーロッパリーグ出場権を得た。
1.FCケルンで計5シーズン指揮を執り、これは1948年クラブ創設以降の最長記録であった。

### ボルシア・ドルトムント
2017年12月10日、第15節を終え7位にいたボルシア・ドルトムントの監督に就任。ドイツ・ブンデスリーガ1部の最初の10試合で負けなしを記録するボルシア・ドルトムントクラブ史上、最初の監督になった(5試合勝利、5試合引き分け)。就任時8位だったチームを4位に導き、UEFAチャンピオンズリーグ 2018-19の出場権を獲得した。

### FKアウストリア・ウィーン
2019年8月1日、活動場所をFKアウストリア・ウィーンに戻し、クラブのスポーツ部門取締役になる。2020-21シーズン、同クラブ3度目の監督に就任し、さらに3つ目の役職としてスポーツディレクターも兼務する。

### フェレンツヴァーロシュTC
国内リーグで最多の優勝回数を誇る、ハンガリーの強豪フェレンツヴァーロシュTCの監督に就任。しかし、リーグのデブレツェン戦に敗れた後の2021年12月13日に解任された。

## 個人
- パートナーは、司会者、女優、タレント業をこなすウルリケ・クリーグラー。

## 代表歴

### 出場大会
- オーストリア代表
  - 1998 FIFAワールドカップ

### 試合数
- 国際Aマッチ 65試合 15得点（1988年-1999年）[8]

| オーストリア代表 | 国際Aマッチ | 国際Aマッチ |
| 年               | 出場        | 得点        |
| ---------------- | ----------- | ----------- |
| 1988             | 4           | 0           |
| 1989             | 3           | 0           |
| 1990             | 1           | 0           |
| 1991             | 8           | 0           |
| 1992             | 9           | 2           |
| 1993             | 7           | 0           |
| 1994             | 8           | 3           |
| 1995             | 4           | 4           |
| 1996             | 4           | 0           |
| 1997             | 8           | 4           |
| 1998             | 8           | 2           |
| 1999             | 1           | 0           |
| 通算             | 65          | 15          |

## タイトル

### 選手時代
FKアウストリア・ウィーン
- オーストリア・ブンデスリーガ1部 : 3回（1990-91、1991-92、1992-93）
- オーストリア・カップ:3回（1989-90、1991-92、1993-94）

SKラピード・ウィーン
- オーストリア・ブンデスリーガ1部 : 1回（1995-96）
- 年間最優秀ミッドフィルダー賞 : 1回（1995-96）

### 指導者時代
FKアウストリア・ウィーン
- オーストリア・カップ : 2回（2004-05、2005-06）
- オーストリア・ブンデスリーガ1部 : 2回（2005-06、2012-13）

ファースト・ヴィエナFC
- レギオナールリーガ・オスト : 1回（2009）

1.FCケルン
- ドイツ・ブンデスリーガ2部 : 1回（2013-14）